# Hafslund
Hafslund är en av de största tätorterna i Sarpsborgs kommun i Østfold fylke i Norge. Tätorten ligger på östsidan av älven Glomma vid Sarpsfossen, sydost om Sarpsborgs centrum.